# 三和自動車学校 (沖縄県)
有限会社三和自動車学校（さんわじどうしゃがっこう）は、沖縄県宮古島市にある指定自動車教習所を運営する企業。

## 取得免許
- 普通自動車
- 中型自動車
- 大型特殊自動車
- 普通自動二輪車

## その他
- リゾートである宮古島であるためか合宿免許に特化し、教習の合間にはマリンスポーツも楽しめるようになっている。